# راي غاستون
راي غاستون (بالإنجليزية: Ray Gaston)‏ (22 ديسمبر 1946 ببلفاست في المملكة المتحدة - ) هو لاعب كرة قدم بريطاني في مركز الهجوم. شارك مع منتخب أيرلندا الشمالية لكرة القدم. أما مع النوادي، فقد لعب مع أكسفورد يونايتد ونادي كوليرين ووولفرهامبتون واندررز ونادي فين هاربز ولينكولن سيتي أف سي ونادي بيليمينا يونايتد.

## وصلات خارجية
- راي غاستون على موقع قاعدة بيانات كرة القدم.إي يو (الإنجليزية)